# О-Сасандра
О-Сасандра е един от 19-те региона на Кот д'Ивоар. Разположен е в централната част на страната. Площта му е 15 200 км², а населението, според преброяването през 2007, е приблизтелно 1,4 млн. души. Столицата на О-Сасандра е град Далоа.
Регионът е разделен на три департамента – Вавуа, Исия и Далоа.